# Montfort Stokes
Montfort Stokes (Lunenburg megye, 1762. március 12. – Fort Gibson, 1842. november 4.) amerikai demokrata (korábban demokrata-republikánus) politikus. 1816–1823 között szenátor 1830–1832 között pedig Észak-Karolina 25. kormányzója.

## Életrajza
A Virginiai gyarmat Lunenburg megyéjében született Stokes David Stokes katonai tisztviselő és bí tizenegy gyermeke között a legfiatalabb fúként született meg. 13  évesen besorozták az Amerikai Egyesült Államok Kereskedelmi Tengerészetéhez. Az amerikai függetlenségi háború alatt Stoke-ot elfogták a britek, és hét hónapig a New York-i kikötőben álló „Jersey” börtönhajóban tartották fogva. Később az állami hadseregben dandártábornok lett, amit 1804 és 1816 között töltött be.
A függetlenségi háború után Stokes Észak-Karolinában Salisburyben telepedett le, ahol farmerkedett, bírósági hivatalnokként dolgozott, és jogot tanult. Itt először Andrew Jacksonnal, egy megbecsült jogásszal találkozott. 1786 és 790 között az Észak-karolinai szenátus jegyző-segédje, 1799 és 1816 között pedig jegyzője volt. Ekkor James Turner lemondása után, 1816-ban megválasztották a szenátus tagjának. Kiszolgálta Turner idejéből visszamaradt pár hónapot, majd egy teljes ciklust is kitöltött, de 1823-ban az újjáválasztásakor megverték. Ezelőtt már 1804-ben is megválasztották szenátornak, de akkor nem fogadta el a posztot. Szenátusi ideje alatt Stoke átköltözött Wilkesboróba, a Blue Ridge-hegység lábához.
Stokes-t után megválasztották Észak-Karolina népgyűlésbe. Itt 1826–1827-ben Wilkes megyét képviselte az Észak-karolinai Szenátusban majd 1829–1830-ban az Észak-karolinai képviselőházban.
1830-ban Stokes-ot megválasztották a népgyűlés kormányzójává, amely posztra rajza  kívül még Cadwallader Jones és Richard Dobbs Spaight, Jr. jelentkezett be.  Stokes a következő évben Spaight-tel versenyzett az újraválasztásért, és itt ismét megválasztották, de csak kis különbséggel (98–93). Hivatali ideje alatt Strokes támogatta csatornák építését az észak-karolinai tengerpart mentén. Ő ugyanekkor a Chapel Hill Észak-karolinai Egyetem dékánja is lett.
Stokes Andrew Jackson elnök támogatójaként  Governor Stokes kiállt Jackson nullifikáció elleni véleménye mellett. Jackson Stoke-ot nevezte ki a Szövetségi Indián Bizottság élére, amelyik felügyelte az indiánok eltávolítását és áttelepítését az amerikai délkeletről. Kormányzói posztjáról 1832 november 19-én mondott le.
Stokes az új pozíciója miatt átköltözött Fort Gibsonba az Arkansas területre (ma Oklahoma része), és itt állt ki a cserokik, a szenekák, a shawne-k, és a Quapaw törzsek jogaiért. 1842 novemberben hal meg, holttestét Fort Gibsonhoz közel temették el. Úgy gondolják, Stokes az amerikai függetlenségi háború egyetlen katonája, akit Oklahomában temettek el.
1943-ban egy USA Liberty típusú hajója az SS Montfort Stokes nevet kapta. Ezt 1962-ben szétbontották.

## Családja
Stokes első felesége Mary Irwin volt, akitől egy lánya született. Felesége halála után Rachel Montgomery-vel (1776–1862) házasodott meg, akitől öt fia és öt lánya született. Fia Montfort Sidney Stokes prnagyként harcolt a mexikói-amerikai háborúban, és 1862-ben ezredesként halt meg az amerikai polgárháborúban az 1. észak-karolinai gyalogos ezred vezetőjeként.